# Нью-Вес-Веллі
Нью-Вес-Веллі (англ. New-Wes-Valley) — містечко в Канаді, у провінції Ньюфаундленд і Лабрадор.

## Населення
За даними перепису 2016 року, містечко нараховувало 2172 особи, показавши скорочення на 4,1%, порівняно з 2011-м роком. Середня густина населення становила 16,3 осіб/км².
З офіційних мов обидвома одночасно володіли 15 жителів, тільки англійською — 2 110, а 5 — жодною з них. Усього 20 осіб вважали рідною мовою не одну з офіційних.
Працездатне населення становило 58,5% усього населення, рівень безробіття — 22,6% (28,9% серед чоловіків та 15,7% серед жінок). 93,5% осіб були найманими працівниками, а 3,7% — самозайнятими.
Середній дохід на особу становив $37 445 (медіана $30 933), при цьому для чоловіків — $45 016, а для жінок $30 146 (медіани — $39 680 та $24 192 відповідно).
26,3% мешканців мали закінчену шкільну освіту, не мали закінченої шкільної освіти — 29,8%, 43,8% мали післяшкільну освіту, з яких 15,3% мали диплом бакалавра, або вищий.
| Статево-вікова структура населення | Статево-вікова структура населення | Статево-вікова структура населення | Статево-вікова структура населення | Статево-вікова структура населення |
| ---------------------------------- | ---------------------------------- | ---------------------------------- | ---------------------------------- | ---------------------------------- |
|                                    |                                    |                                    |                                    |                                    |
| Всього                             | Всього                             | 48,7%51,3%                         |                                    |                                    |
| 0 — 14 років                       | 0 — 14 років                       |                                    | 11%                                | 11%                                |
| 15 — 64 років                      | 15 — 64 років                      |                                    | 62,5%                              | 62,5%                              |
| 65 і більше                        | 65 і більше                        |                                    | 26,5%                              | 26,5%                              |
| 85 і більше                        | 85 і більше                        |                                    | 3,9%                               | 3,9%                               |
| Середній вік (років)               | Середній вік (років)               | 48,551,4                           | 50,0                               | 50,0                               |
| Медіана (років)                    | Медіана (років)                    | 53,755,1                           | 54,3                               | 54,3                               |
| — чоловіки — жінки                 |                                    |                                    |                                    |                                    |

| Походження мешканців:     | Походження мешканців:     | Походження мешканців: | Походження мешканців: | Походження мешканців: |
| ------------------------- | ------------------------- | --------------------- | --------------------- | --------------------- |
| Походження                |                           |                       | осіб                  | %                     |
| Корінні американці        | Корінні американці        |                       | 65                    | 3.1%                  |
| Інше північноамериканське | Інше північноамериканське |                       | 1 320                 | 62.86%                |
| Європейське               | Європейське               |                       | 980                   | 46.67%                |
| британське                | британське                |                       | 950                   | 45.24%                |
| французьке                | французьке                |                       | 20                    | 0.95%                 |
| Карибське                 | Карибське                 |                       | 15                    | 0.71%                 |
| Азійське                  | Азійське                  |                       | 10                    | 0.48%                 |

| Зайнятість населення за галузями (за класифікацією NOC): | Зайнятість населення за галузями (за класифікацією NOC): | Зайнятість населення за галузями (за класифікацією NOC): | Зайнятість населення за галузями (за класифікацією NOC): | Зайнятість населення за галузями (за класифікацією NOC): |
| -------------------------------------------------------- | -------------------------------------------------------- | -------------------------------------------------------- | -------------------------------------------------------- | -------------------------------------------------------- |
|                                                          |                                                          |                                                          |                                                          |                                                          |
| Управління                                               | Управління                                               |                                                          | 1,4%                                                     | 1,4%                                                     |
| Бізнес, фінанси та адміністрування                       | Бізнес, фінанси та адміністрування                       |                                                          | 8,1%                                                     | 8,1%                                                     |
| Природничі та прикладні науки                            | Природничі та прикладні науки                            |                                                          | 0,9%                                                     | 0,9%                                                     |
| Охорона здоров'я                                         | Охорона здоров'я                                         |                                                          | 8,5%                                                     | 8,5%                                                     |
| Освіта, правозахист, муніципальні та урядові служби      | Освіта, правозахист, муніципальні та урядові служби      |                                                          | 9%                                                       | 9%                                                       |
| Мистецтво, культура, відпочинок та спорт                 | Мистецтво, культура, відпочинок та спорт                 |                                                          | 0,9%                                                     | 0,9%                                                     |
| Роздрібна торгівля та послуги                            | Роздрібна торгівля та послуги                            |                                                          | 13,7%                                                    | 13,7%                                                    |
| Гуртова торгівля, транспорт та обладнання                | Гуртова торгівля, транспорт та обладнання                |                                                          | 25,6%                                                    | 25,6%                                                    |
| Природні ресурси, сільське господарство                  | Природні ресурси, сільське господарство                  |                                                          | 13,7%                                                    | 13,7%                                                    |
| Виробництво                                              | Виробництво                                              |                                                          | 18%                                                      | 18%                                                      |

## Клімат
Середня річна температура становить 4,4°C, середня максимальна – 19,6°C, а середня мінімальна – -12,3°C. Середня річна кількість опадів – 1 068 мм.
| Клімат поселення                              | Клімат поселення | Клімат поселення | Клімат поселення | Клімат поселення | Клімат поселення | Клімат поселення | Клімат поселення | Клімат поселення | Клімат поселення | Клімат поселення | Клімат поселення | Клімат поселення | Клімат поселення |
| Показник                                      | Січ.             | Лют.             | Бер.             | Квіт.            | Трав.            | Черв.            | Лип.             | Серп.            | Вер.             | Жовт.            | Лист.            | Груд.            |                  |
| Середній максимум, °C                         | −0,91            | −1,31            | 2,27             | 7,46             | 12,26            | 16,84            | 18,90            | 19,58            | 14,96            | 9,70             | 4,91             | −0,06            |                  |
| Середня температура, °C                       | −6,4             | −6,8             | −3,21            | 1,99             | 6,79             | 11,39            | 15,70            | 16,35            | 11,75            | 6,49             | 1,70             | −3,26            |                  |
| Середній мінімум, °C                          | −11,88           | −12,28           | −8,68            | −3,48            | 1,31             | 5,90             | 12,49            | 13,15            | 8,55             | 3,29             | −1,51            | −6,49            |                  |
| Норма опадів, мм                              | 85               | 84               | 80               | 80               | 80               | 84               | 82               | 88               | 108              | 108              | 94               | 95               |                  |
| Середньомісячна швидкість вітру, м/с          | 5.28             | 5.18             | 5.29             | 5.29             | 4.91             | 4.79             | 4.46             | 4.59             | 4.99             | 5.36             | 5.35             | 5.39             |                  |
| Середньомісячна сонячна радіація, кДж/м²·день | 3684             | 6647             | 10456            | 13947            | 17081            | 18893            | 18867            | 15754            | 11602            | 6748             | 3853             | 2803             |                  |
| --------------------------------------------- | ---------------- | ---------------- | ---------------- | ---------------- | ---------------- | ---------------- | ---------------- | ---------------- | ---------------- | ---------------- | ---------------- | ---------------- | ---------------- |
| Джерело:                                      |                  |                  |                  |                  |                  |                  |                  |                  |                  |                  |                  |                  |                  |